# Архитектура сецесије у Риги
Архитектура сецесије у Риги обухвата отприлике једну трећину свих зграда у центру Риге, што главни град Летоније чини градом са највећом концентрацијом сецесијске архитектуре било где у свету. Изграђена током периода брзог економског раста, већина зграда у Риги у стилу сецесије датира између 1904. и 1914. године. Стил је најчешће заступљен у вишеспратним стамбеним зградама. Стилски утицаји су произашли не само из данашње Аустрије, Финске и Немачке, а оснивање архитектонског факултета у Риги 1869. године било је кључно за обезбеђивање локалног кадра архитеката. Ово је укључивало, али није било ограничено на неке од првих формално обучених етничких летонских архитеката. Као и на другим местима, покрет сецесије у Риги је био вођен жељом да се изрази већа индивидуалност, локална приврженост и рационалнија врста архитектуре од оне која је доминирала током 19. века. Стилски, сецесија архитектура Риге може се поделити на четири различите фазе: еклектичка, окомита (перпендикуларна), национална романтична и неокласична.

## Позадина
Крајем 19. века, стари ханзеатски град и морска лука Рига је био важан град у Руском царству који је доживљавао период брзог економског, индустријског и демографског развоја. Између 1897. и 1913. године, град је порастао за 88%, достигавши 1914. године популацију од 530.000 становника, што га је чинило петим по величини градом у Руском царству и трећим по величини у Балтичком региону. Његова стопа раста током овог периода била је највећа коју је град икада искусио.
Од средине 19. века, град је почео да се шири изван средњовековне Риге, која је некада била окружена капијама и зидинама. Оне су срушене између 1857. и 1863. и замењене појасом булевара и вртова. Град који се ширио је поседовао урбану кохерентност, јер се развијао дуж мреже, пратећи строге грађевинске прописе (које су, на пример, наводиле да ниједна кућа не може бити виша од шест спратова или 21,3 м). Између 1910. и 1913. сваке године се градило 300 до 500 нових зграда, углавном у стилу сецесије, и то већином ван старог града. Зграде у стилу сецесије су такође грађене у оквиру старог града, а у предграђу Межапаркс изграђене су и породичне куће. Прва зграда у Риги у стилу сецесије, коју су пројектовали архитекти Алфред Ашенкампф и Макс Шервински, завршена 1899. године, налази се у улици Аудеју бр. 7 (Audēju iela) у средњовековном делу града, али већина архитектуре сецесије у Риги може се наћи изван центра града.
Власници, градитељи и архитекте ових кућа долазили су из различитих етничких група: међу њима су били први Летонци који су добили формалну обуку за архитекте. Архитекте које су радиле током овог периода у Риги укључивале су етничке Летонце (међу најзаступљенијима су Еиженс Лаубе, Константинс Пекшенс и Јанис Алкснис), као и архитекте јеврејског порекла (Михаил Ајзенштајн, Пол Манделштам) и Балтички Немци као Бернхард Биленштајн, Рудолф Донберг и Артур Медлингер). У време када је Летонија развијала свој национални идентитет, релативно мали број ових архитеката су били етнички Летонци чији је први језик био летонски, али су пројектовали скоро 40% свих зграда у Риги изграђених у првој половини 20. века. Све већи број власника кућа су били Летонци, а не они који говоре немачки или руски. Без обзира на њихову етничку припадност, већина архитеката сецесије Риге били су локални становници, иако су били под стилским утицајем стране архитектуре, посебно из Немачке, Аустрије и Финске. Значајан развој представљало је отварање Факултета архитектуре на Политехничком институту у Риги (данас Технички универзитет у Риги) 1869. године, што је помогло у образовању нове генерације локалних архитеката.
Неке од украсних детаља за ове грађевине, као што су скулптуре, витражи и пећи од мајолике, израђивале су локалне компаније у Риги. Локалне компаније за декоративну уметност производиле су предмете и за своје регионално тржиште и за Руско царство, стижући до дестинација као што су Талин и Санкт Петербург.
Данас архитектура сецесије чини једну трећину свих зграда у центру Риге, што га чини градом са највећом концентрацијом таквих зграда било где у свету. Стил је најчешће заступљен у вишеспратним стамбеним блоковима.

## Развој
Сецесија се развила из еклектицизма и различитих ревивалистичких стилова, али је био и реакција на њих. Као и другде, развој рецесије је био вођен жељом да се створи индивидуалистички стил који би мање зависио од очигледних историјских референци, жељом да се изразе локалне особине и традиције, и кретањем ка рационалној архитектури заснованој на "поштеној" употреби материјала и орнамената која допуњује конструктивни распоред објекта.
Стилски, архитектура сецесије Риге може се поделити у четири главне категорије: еклектична или декоративна; перпендикуларна или вертикална; национално романтична и неокласична. Ове категоризације се не искључују увек међусобно: многе зграде су комбинација више различитих стилова.

### Еклектична сецесија
Најраније сецесијске зграде у Риги, од око 1905, биле су ове врсте. Зграде овог типа једноставно су усвојиле нове облике сецесијске декорације уместо ранијих стилова, али су учиниле мало или ништа да промене раније концепте структуре зграда као таквих. Еклектична сецесија и даље приказује ритмичке фасаде и раскошну декорацију, често директно инспирисану историјским стиловима раније архитектуре. Насупрот томе, зграде које су у суштини још увек биле историцистичке повремено су усвајале декоративне елементе у стилу сецесије. У овом раном облику сецесије, страни утицај је био прилично јак, посебно из Немачке, као и утицаји савременог симболизма. Пред крај периода, цветни и други елементи декорације инспирисани природом постали су популарни. Вероватно најпознатије сецесијске куће у Риги, низ кућа дуж улице Алберта (Албертова улица), многе по дизајну Михаила Ајзенштајна, су овог стила. Иако су главна туристичка атракција, оне нису репрезентативне за огромну већину зграда у стилу сецесије у Риги.

### Перпендикуларна сецесија
Еклектицизам је временом уступио место рационалнијем стилу сецесије у Риги, који су карактерисале наглашене вертикалне композиције фасада и геометријски орнаменти интегрисани у целокупну архитектонску композицију. Структура зграда је такође прешла у суштински модеран квалитет где екстеријер одражава распоред ентеријера, а не фасада без икакве рационалне везе са структуралним распоредом зграде као што је то био случај раније. Асиметричне фасаде постале су све чешће. Више пажње је посвећено и избору материјала, а декор је више стилизован. Неколико робних кућа је изграђено у овом стилу, а понекад се назива и "стил робне куће" или Warenhausstil на немачком. Отприлике трећина зграда Риге у стилу сецесије изграђена је према овим идеалима. Централно лоцирана вишеспратна зграда у улици Кришјаниса Валдемара број 37, коју је пројектовао Еиженс Лаубе и која је изграђена 1912. године, представља репрезентативан, али донекле каснији пример ове фазе у развоју архитектуре сецесије Риге.

### Национална романтична сецесија
Летонски национални препород који је почео у 19. веку покренуо је процес свесног формулисања специфичног летонског идентитета, како политички тако и културно. Ово, заједно са политичким развојем (посебно Револуцијом из 1905.), довело је до јаче жеље да се изрази специфично летонски идентитет такође кроз уметност и архитектуру током раног 20. века. Национални романтични стил се понекад сматра архитектонским стилом сам по себи, али се у летонском контексту често описује као варијанта сецесије. Био је релативно кратког века и цветао је између 1905. и 1911. године. Одређена количина утицаја дошла је од финске архитектуре, али како је идеја била да се развије специфична летонска форма архитектуре, многи њени аспекти су специфични за летонску архитектуру. То је стил који карактерише суздржана декорација инспирисана локалном народном уметношћу, монументалним волуменима и употребом природних грађевинских материјала. Ранији вијугави облици, типични за већи део архитектуре сецесије, мање доминирају, али су и даље присутни у многим детаљима. Отприлике између једне трећине и једне четвртине сваке сецесијске зграде у Риги изграђено је у овом стилу. Врхунски пример овог стила, као и архитектонског опуса плодног риганског архитекте Еиженса Лаубеа, је зграда у улици Алберт бр. 11, изграђена 1908.

### Неокласична сецесија
Последња фаза развоја архитектуре сецесије у Риги је и стил који је најмање заступљен, такозвана неокласична сецесија. Може се тумачити као реакција на раније, високо декоративне форме архитектуре. Ослањајући се на језик класичне архитектуре који је био плодан стил у Руском царству током 19. века (али није уобичајен у Риги), ова прилично монументална варијанта сецесије је коришћена код неколико нових зграда банака. Међутим, чисто неокласичне зграде из овог времена су још увек ретке; често је прављен класични основни распоред како би се сместили детаљи и украси који су чврсто припадали стилу позне сецесије. Типично монументалан пример такве зграде је бивша комерцијална банка Риге (данас се у њој налази радио Латвијас) на Куполском тргу (Doma laukums), преко пута Ришке катедрале. Дизајнирао га је Пол Манделштам а саграђена је 1913.

### Албертова улица
Албертова улица је улица у центру Риге позната по зградама у стилу сецесије. Изграђена је 1901. године и названа је по бискупу Алберту, који је основао Ригу 1201. године.
Многе стамбене зграде дуж улице пројектовао је архитекта Михаил Ајзенштајн, који је био посебно активан у Риги почетком двадесетог века. Константинс Пекшенс и Еиженс Лаубе, наставник и његов ученик, били су истакнути у пројектовању зграда у улици у исто време. Други аутори зграда у улици Алберт укључују балтичке и балтичке немачке архитекте Пол Манделштам, Херман Хилбиг и Хајнрих Шел.
Од априла 2009. у Пекшенсовој бившој резиденцији на броју 12 налази се у Музеју сецесије у Риги. Један број високошколских установа налази се на улици или у близини. Амбасаде Белгије и Ирске се такође налазе у улици Алберта.

## Галерија
- Еклектична сецесија: Зграда у улици Алберт аутора Михаила Ајзенштајна. Иако популарна туристичка дестинација, ова веома декорисана врста сецесије није типична за Ригу.[29]
- Перпендикуларна сецесија: Садашње Министарство просвете, изграђено 1911. године од стране архитекте Е. Фризендорфа, има такозвану окомиту фасаду са неколико скулптура Аугуста Волца.[30]
- Национална романтична сецесија: Детаљ са типичном националном романтичном декорацијом на кући коју је 1908. године изградио Константинс Пекшенс.[31]
- Неокласична сецесија: Многе зграде изграђене за банке у Риги имале су неокласичне форме, као што је ова, изграђена 1913. године по нацрту Пола Манделштама.[32]
- Улица Алберт 8, 6, 4, 2a и 2